# Emelyanoviana contraria
Emelyanoviana contraria är en insektsart som först beskrevs av Ribaut 1936.  Emelyanoviana contraria ingår i släktet Emelyanoviana och familjen dvärgstritar. Inga underarter finns listade i Catalogue of Life.